# Ребентиш, Иоганн Фридрих
Иоганн Фридрих Ре́бентиш (нем. Johann Friedrich Rebentisch; 1772—1810) — немецкий ботаник.

## Биография
Родился в Ландсберге-на-Варте в 1772 году. Занимался врачеванием в родном городе.
В 1804 году напечатал труд Prodromus florae neomarchicae, в котором описал целый ряд новых видов и родов тайнобрачных растений, расположив их по модифицированной системе Линнея. Он выделял две крупные группы растений — явнобрачные и тайнобрачные. В составе явнобрачных он упразднил класс Dodecandria, по Линнею объединявший растения с 12—19 тычинками в цветке, а также выделил внутри классов порядки в зависимости от числа пестиков.
В 1805 году Ребентиш опубликовал список растений, встречающихся в окрестностях Берлина.
Скончался 1 мая 1810 года.

## Некоторые научные работы
- Rebentisch, J. F. Prodromus florae neomarchicae. — Berolini, 1804. — 406 p.
- Rebentisch, J. F. Index plantarum circum Berolinum sponte nascentium. — Berolini, 1805. — 46 p.

## Роды, названные в честь И. Ребентиша
- Rebentischia P.Karst., 1869
- Rebentischia Opiz, 1854, nom. inval. — Trisetum Pers., 1805